# Cléopâtre (opéra)
Pour les articles homonymes, voir Cléopâtre.
Cléopâtre est un opéra en quatre actes de Jules Massenet sur un livret en français de Louis Payen. Cette pièce est créée à l'Opéra de Monte-Carlo le 23 février 1914, près de deux ans après la mort du compositeur.
Cléopâtre est un des trois opéras de Massenet créés après sa mort, les deux autres sont Panurge (1913) et Amadis (1922). Cléopâtre a peu été joué depuis la première et peu d'enregistrements sont disponibles.

## Représentations
Bien que l'opéra soit écrit pour la mezzo Lucy Arbell, le rôle de Cléopâtre est créé par la soprano Maria Nikolayevna Kouznetsova. La première représentation américaine a lieu à Chicago le 10 janvier 1916 avec Kouznetsova dans le rôle principal. La première à New York se tient le 23 janvier 1919 avec Mary Garden. L'opéra est relancé lors de la Biennale Massenet à Saint-Étienne en 1990 avec Kathryn Harries jouant Cléopâtre ; cette production donne lieu à un enregistrement en direct (Koch Schwann), avec Danielle STREIFF dans le rôle soprano d'Octavie. En 2004 une version de concert est jouée au Liceu à Barcelone avec Montserrat Caballé.

## Personnages
| Rôle                  | Voix          | Première, 23 février 1914 (chef d'orchestre : Léon Jehin) |
| --------------------- | ------------- | --------------------------------------------------------- |
| Cléopâtre             | mezzo-soprano | Maria Nikolayevna Kouznetsova                             |
| Marc-Antoine          | baryton       | Alfred Maguénat                                           |
| Octavie               | soprano       | Lilian Grenville                                          |
| Spakos                | ténor         | Charles Rousselière                                       |
| Amnhès                | baryton       | Georges Clauzure                                          |
| Charmion              | soprano       | Melle Carton                                              |
| Ennius                | baryton       | Julien Feiner                                             |
| Severus               | baryton       | M Ghastau                                                 |
| L'esclave de la Porte | baryton       | M Gasparini                                               |
| Amados                | sans voix     | Mlle Magliani                                             |
| Une voix              | baryton       | M Lozé                                                    |

## Argument
L'histoire raconte l'amour infortuné de Cléopâtre et de Marc Antoine. Marc Antoine rencontre Cléopâtre pour la première fois lors de la campagne d'Égypte et est immédiatement séduit par sa beauté. Écartant ses obligations à Rome, Marc Antoine part avec Cléopâtre, et même après être retourné tenir sa promesse de mariage avec Octavie, il est attiré par la convoitise et la jalousie. Après avoir appris faussement la mort de Cléopâtre, Marc Antoine s'empale sur sa propre épée et son corps est amené à Cléopâtre. Après avoir vu Marc Antoine mourir à ses côtés, elle sort un serpent venimeux d'un panier de fruit et lui fait mordre son sein.